# Panique (film, 1941)
Pour les articles homonymes, voir Panique.
Pour plus de détails, voir Fiche technique et Distribution.
Panique (Pantry Panic) est un court métrage d'animation américain, de la série Woody Woodpecker, réalisé par Walter Lantz, sorti en 1941.

## Résumé
Le Professeur Alizé (Weatherby Groundhog en VO, litt. Météo Marmotte), une marmotte, sort en trombe de son terrier pour placarder un avis de vague de grand froid et sonner le tocsin (en perdant par moments sa culotte). Aussitôt, les oiseaux (habillés et agissant comme des humains) sortent de leurs nids en forme de maisons et accourent devant l'affiche. Elle recommande à ceux-ci de partir au plus vite et d'émigrer vers le sud. C'est la panique ! Chacun va chercher ses affaires et tous quittent rapidement la région : un couple barricade la maison, un oiseau rentre la sienne dans un trou d'arbre et tire une fermeture-éclair pour refermer le trou. Une famille entière se précipite dehors en se tenant chacun la main (y compris le grillon du foyer), elle est suivie du poussin qui vient tout juste d'éclore de son œuf.
Woody Woodpecker le pivert, pas informé de la situation, est vêtu d'un costume de bain et se prépare à plonger tranquillement dans la rivière depuis le bord d'une planche. Il aperçoit alors la foule des oiseaux qui partent en direction de Miami. Il interroge les voyageurs sur la raison de cet exode. Plusieurs d'entre-eux lui répondent pourquoi et le pressent de faire comme eux s'il ne veut pas mourir de froid et de faim. Le pivert ne prend pas l'affaire au sérieux et plonge avec délice dans l'eau. C'est à ce moment que la tempête de vent et de neige frappe brutalement la région, la faisant instantanément passer de l'été à l'hiver le plus glacial. Alors que Woody Woodpecker s'élance dans les airs dans un second  gracieux  plongeon, l'air gelé l'emprisonne dans un cube de glace, qui tombe et se brise sur le sol, le laissant sonné et stupéfait. Très vite le vent se met à souffler et le projette dans le ciel. Il devient littéralement le jouet de deux nuages humanoïdes qui se le renvoient comme un volant de badminton (Woody prend la forme du volant). Woody atterrit finalement dans sa boîte aux lettres. Un carton informatif annonce : « Le jour suivant, -130 degrés », et un commentaire ajouté : « ça semble crédible ».
Alors que la neige recouvre tout et que la tempête souffle, le pivert, chez lui, s'apprête à manger devant une table surchargée de victuailles. Il se moque du mauvais temps et du vent, mais une rafale finit par enfoncer la porte et le vent se transforme en véritable tornade dans la maison. Elle vole toute la nourriture du pivert, jusqu'à la dernière banane tenue par l'oiseau. Ce dernier se bat contre la trombe mais n'arrive qu'à être secoué dans tous les sens. Son ennemi finit par quitter la maison avec toutes les provisions. Un nouveau carton apparaît : « Deux jours plus tard, toute la nourriture partie, la famine le guettait. » La formule est appliquée littéralement : on voit Woody attablé et affamé avec devant lui le spectre blanc de la famine le regardant dans les yeux. Le spectre se met à rire férocement. Excédé, Woody lui rend son rire terrible. Un troisième carton annonce qu'un mois plus tard, un « petit chat » vient à passer au village.
Il s'agit en fait d'un grand matou voleur, un chat noir et blanc frigorifié et affamé, portant un bonnet et une écharpe. Devant chez Woody, il miaule comme un chaton pour attendrir le propriétaire. Woody quitte la compagnie du spectre, ouvre la porte et se retrouve face au chat. Tous les deux ont la même envie en se regardant en miroir : manger l'autre ! Il s'ensuit une série de tentatives de meurtre de la part des deux protagonistes : de Woody, le chat échappe tout juste à l'étranglement avec son écharpe et de la cuisson dans un fourneau. Avec une hache, le chat essaye de trancher le cou de Woody, prisonnier à son tour du fourneau. Woody sort successivement de chaque trou du four et évite à chaque fois les moulinets du chat, qui continue ses tentatives alors que le pivert s'est échappé et met de la ketchup sur la queue du chat pour la déguster. Le chat s'en rend compte, et Woody ne mord à « belles dents » (!) que dans de la ketchup, le chat ayant retiré sa queue auparavant. Le chat se venge en envoyant à la tête de l'oiseau sa hache puis toute la batterie de cuisine, dont des couteaux qui vont se ficher dans le mur. Woody évite chaque objet et fait ensuite des grimaces à son ennemi, mais une fourche envoyée par le chat le cloue au mur par le cou. Woody s'en sert cependant comme ressort pour envoyer le chat trop sûr de lui dans une marmite. Le pivert allume le feu dessous et l'attise. Le chat ne s'avoue pas vaincu et l'emmène avec lui dans la marmite, où tous deux s'envoient des coups et font voler la marmite dans la salle. Quand le chat soulève la marmite, Woody est KO debout. Tout à coup, un élan se présente à la porte en meuglant. Les deux compères se ruent sur lui et le poursuivent dehors avec couteau et hache, alors qu'il prend la fuite. Le plan suivant montre un tas d'os, ceux de l'élan mangé par le chat et l'oiseau. Ces derniers se régalent encore avec un os chacun. Mais cela ne leur suffit pas encore : chacun reprend son arme favorite et tous les deux cherchent à nouveau à s'entre-dévorer.

## À propos
Il s’agit de l’un des rares épisodes où Woody ne lance pas son fameux « Bonjour ! » (« Guess Who ? »  en VO, litt. « Devinez qui ? ») au début du générique, même si son rire emblématique est bel et bien présent dans le film.
Il s’agit aussi du troisième dessin animé de la série Woody Woodpecker, dans lequel le personnage arbore encore son apparence criarde des débuts, et du quatrième court métrage à le mettre en scène. C’est aussi le seul épisode où la voix de Woody est assurée par Danny Webb. À l’exception d’archives audio, c’est également la dernière fois que Mel Blanc prête sa voix au personnage. Son fameux rire, en revanche, sera réutilisé jusqu’en 1951, date à laquelle Grace Stafford en enregistrera une version plus douce. Quant au célèbre « Guess Who ? » de Woody, également interprété par Blanc, il restera utilisé jusqu’à la fin de la série en 1972.
Le court métrage sera réadapté en 1946 sous le titre Drôle de cuisine (Who's Cookin' Who ?), avec une reprise de la personnification de la Famine, déjà présente ici, et que l’on retrouvera également dans Famine (The Redwood Sap) en 1951.
L’un des deux nuages de ce dessin animé fait d’ailleurs une apparition furtive dans une scène coupée du film Qui veut la peau de Roger Rabbit sorti en 1988, produite par Disney et Touchstone : dans la séquence dite du "Pig Head", on le voit frapper la sorcière Hazel, personnage des cartoons Warner Bros., avec un éclair.
Comme beaucoup de dessins animés produits par Lantz au début des années 1940, Pantry Panic ne porte aucune mention de réalisateur au générique. Walter Lantz a toutefois affirmé en avoir assuré lui-même la réalisation.
Ce dessin animé est le seul de la série Woody Woodpecker à être entré dans le domaine public aux États-Unis.

## Fiche technique
Sauf indication contraire, les informations mentionnées dans cette section peuvent être confirmées par la base de données cinématographiques IMDb,  présente dans la section « Liens externes ».
- Titre original : Pantry Panic
- Réalisation : Walter Lantz
- Scénario : L.E. Elliott et Ben Hardaway
- Musique : Darrell Calker
- Montage : David Lurie
- Son : Bernard B. Brown
- Production : Walter Lantz
- Pays d'origine :  États-Unis
- Format : Couleurs - 1,37:1 - Mono
- Genre : Film d'animation, Court métrage
- Durée : 7 minutes
- Date de sortie : 1941

### Animation
- Les Kline : artiste
- Alex Lovy : artiste

Ne figurent pas au générique :
- Fred Brunish : artiste des décors
- George Dane : animateur
- Laverne Harding : animatrice
- Hal Mason : animateur
- Paul J. Smith : animateur
- Ralph Somerville : animateur
- Frank Tipper : animateur
- Marie Hines : encre et peinture

## Distribution

### Voix originales
Sauf indication contraire, les informations mentionnées dans cette section peuvent être confirmées par la base de données cinématographiques IMDb,  présente dans la section « Liens externes ».
- Danny Webb : Woody Woodpecker, le chat, l’élan
- Mel Blanc : Woody Woodpecker (rire du pivert)
- Kent Rogers : Woody Woodpecker (dernières répliques), le vieil homme, l’oiseau au chapeau haut de forme
- Geneva Hall : divers oiseaux
- Margaret McKay : divers oiseaux féminins

### Voix françaises
- Guy Piérauld : Woody Woodpecker, narration
- Jean Berton : le chat, le professeur Alizé, divers animaux
- Jean Clarieux : divers animaux
- Claude Chantal : divers oiseaux